# Ozero Borovoje (sjö i Belarus, Vitsebsks voblast)
Ozero Borovoje (ryska: Озеро Боровое) är en sjö i Belarus.   Den ligger i voblasten Vitsebsks voblast, i den norra delen av landet, 130 km norr om huvudstaden Minsk. Ozero Borovoje ligger 170 meter över havet. Arean är 0,26 kvadratkilometer. Den sträcker sig 0,9 kilometer i nord-sydlig riktning, och 0,5 kilometer i öst-västlig riktning.
I omgivningarna runt Ozero Borovoje växer i huvudsak blandskog. Runt Ozero Borovoje är det ganska glesbefolkat, med 22 invånare per kvadratkilometer.